# Bohlenhagen
Bohlenhagen ist eine Ortschaft in der Stadt Waldbröl im Oberbergischen Kreis im südlichen Nordrhein-Westfalen innerhalb des Regierungsbezirks Köln.

## Geographie
Bohlenhagen befindet sich auf dem Süd- und Osthang des Kissels. Dieser stellt zugleich auch die höchste an den Ort angrenzende Anhöhe dar. Im Süden wird das Dorf durch den Bohlenhagener Bach begrenzt. Der Ort liegt westlich des Stadtzentrums von Waldbröl.

## Geschichte
1508 wurde der Ort das erste Mal urkundlich erwähnt: "Symons Frau van Boellenhayn wird bei einem Hörigentausch zwischen Berg und Sayn genannt".

## Wirtschaft
In den Ursprungsjahren des Dorfes war die Landwirtschaft der einzige Wirtschaftsfaktor der dort lebenden Menschen.
Mittlerweile gibt es keine landwirtschaftlichen Betriebe mehr. Lediglich ein Getränkemarkt ist im Ort ansässig.

## Freizeit
Der Wanderweg A2 führt von Waldbröl kommend durch Bohlenhagen.
Bohlenhagen ist ein Teil der Radregion Rhainland und beherbergt den Knotenpunkt 11.

## Veranstaltungen
Jedes Jahr am letzten Sonntag im August findet im Gebiet von Waldbröl und Nümbrecht der autofreie Sonntag statt. 
Die Fahrradroute verläuft hierbei auf der Nordsüdachse durch den Ortskern. Alle zwei Jahre wird eine Pausenstation/Stempelstelle für den Rundkurs von den Einwohnern auf dem Dorfplatz organisiert. Seit dem Jahr 2016 findet zu dieser Zeit ein Fahrradgottesdienst von der Evangelischen Allianz Waldbröl am Morgen des autofreien Sonntages statt.